# SV Rot-Weiss Trinwillershagen
Der SV Rot-Weiss Trinwillershagen ist ein Sportverein im 1.250 Einwohner zählenden Ort Trinwillershagen im nördlichen Mecklenburg-Vorpommern.

## Geschichte

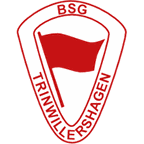
Historisches Logo der BSG Rotes Banner

Der Verein, der Sportarten wie Fußball, Volleyball, Tischtennis, Kraftsport und Gymnastik anbietet, wurde durch seinen Vorgänger in der Zeit der DDR bekannt, der sich BSG Rotes Banner Trinwillershagen nannte. „BSG“ steht für Betriebssportgemeinschaft, eine Form der Sportorganisation, wie sie im DDR-Sport zwischen 1948 und 1990 bestand. „Rotes Banner“ war der Name der Landwirtschaftlichen Produktionsgenossenschaft in Trinwillershagen, die als so genannter Trägerbetrieb die BSG finanziell und organisatorisch unterstützte. Die LPG war in der DDR ein Musterbetrieb für die genossenschaftlich betriebene Landwirtschaft.
Üblicherweise hatten die Betriebssportgemeinschaften mehrere Sportarten im Programm, die BSG Rotes Banner wurde vor allem durch den Reitsport und durch Fußball zeitweise überregional bekannt. So wurden in den Jahren 1975 bis 1977 die Springreiter der BSG Heinz Schulenburg und Volker Tonn DDR-Meister. Der Dressurreiter Krüger holte 1973 den DDR-Meistertitel nach Trinwillershagen.

## Fußballabteilung
Auch die Fußballspieler hatten ihre größten Erfolge in den 1970er Jahren. Die 1. Männermannschaft stieg 1971 in die drittklassige Bezirksliga Rostock auf, wo sie sich in den folgenden Jahren stets in der oberen Tabellenhälfte platzieren konnte. 1976 erkämpfte sich Rotes Banner Platz 3 in der Staffel Ost, hinter den 2. Mannschaften von Vorwärts Stralsund und KKW Greifswald, die beide nicht aufstiegsberechtigt waren. Nach zwei Ausscheidungsspielen gegen den 2. der Staffel West Motor Warnowwerft Warnemünde (0:2, 2:0 und 4:3 nach Elfmeterschießen) qualifizierte sich Rotes Banner für die zweitklassige DDR-Liga. In ihrer ersten Ligasaison konnte sich die Dorfmannschaft mit Platz 9 knapp den Klassenerhalt sichern, ein Jahr später war mit dem 10. Platz unter 12. Mannschaften die Rückkehr in die Bezirksliga besiegelt. 1979 unterlag Trinwillershagen Warnemünde im Endspiel um die Bezirksmeisterschaft, das Gleiche wiederholte sich 1982 gegen KKW Greifswald, sodass die BSG Rotes Banner bis zum Ende des DDR-Fußballs in der Bezirksliga verblieb. Bekanntester Fußballspieler aus ihren Reihen war Eckardt Alms, der in Trinwillershagen ausgebildet wurde und in der Saison 1976/77 zwei Spiele in der DDR-Oberliga für Hansa Rostock bestritt. 
| Ligenübersicht 1971 bis 1991         | Ligenübersicht 1971 bis 1991 | Ligenübersicht 1971 bis 1991 |
| ------------------------------------ | ---------------------------- | ---------------------------- |
| bis 1971                             | Bezirksklasse Rostock        | 4. Liga                      |
| 1971–1976                            | Bezirksliga Rostock          | 3. Liga                      |
| 1976–1978                            | DDR-Liga                     | 2. Liga                      |
| 1978–1991                            | Bezirksliga Rostock          | 3. Liga                      |
| Ewige Tabelle der DDR-Liga: Rang 144 |                              |                              |

Die Fußballspieler des SV Rot-Weiss waren ab 1993 für einige Spielzeiten in der Verbandsliga Mecklenburg-Vorpommern vertreten. Von 2000 an spielten sie in der seit 2008 siebtklassigen Landesliga, ehe sie 2016/17 in die Landesklasse, die achthöchste Spielklasse, abstiegen.
Der SV Rot-Weiss Trinwillershagen hatte zur Saison 2022/23 zwei Herrenteams, ein Frauenteam, eine Ü35-Mannschaft und mehrere Jugendmannschaften (B- bis F-Junioren) gemeldet.